# Kazuma Umenai
Kazuma Umenai (født 21. juni 1991) er en japansk fodboldspiller, som spiller for den japanske fodboldklub Iwate Grulla Morioka.